# Daïra de Baghlia
La daïra de Baghlia est une des neuf (9) daïras qui composent la wilaya de Boumerdès, en Algérie, et dont le chef-lieu est la ville éponyme de Baghlia.
Les communes qui la composent sont :
- Baghlia
- Sidi Daoud
- Taourga

## Religion

### Mosquées
La daïra de Baghlia abrite plusieurs mosquées réparties sur son territoire.
Ces mosquées sont administrées par la Direction des affaires religieuses et des wakfs de Boumerdès sous la tutelle du Ministère des Affaires religieuses et des Wakfs.
- Mosquée En Nour